# Blair Young
Blair Young, född 5 april 1971, är en friidrottare från Australien. Han deltog vid olympiska sommarspelen 2000.